# هیدکی یوشیوکا
هیدکی یوشیوکا (انگلیسی: Hideki Yoshioka؛ زادهٔ ۶ ژوئن ۱۹۷۲) بازیکن فوتبال اهل ژاپن است.
از باشگاه‌هایی که در آن بازی کرده‌است می‌توان به باشگاه فوتبال گامبا اوساکا اشاره کرد.